# Philip Wheeler
Philip Gregory Wheeler (* 12. Dezember 1984 in Columbus, Georgia) ist ein ehemaliger US-amerikanischer American-Football-Spieler auf der Position des Outside Linebackers. Er war von 2008 bis 2017 in der National Football League (NFL) aktiv.

## Frühe Jahre
Wheeler ging auf die High School in Columbus, Georgia. Später ging er auf das Georgia Institute of Technology in Atlanta.

## NFL

### Indianapolis Colts
Wheeler wurde im NFL-Draft 2008 in der dritten Runde an 93. Stelle von den Indianapolis Colts ausgewählt. Hier blieb er bis 2011.

### Oakland Raiders
Am 2. April 2012 unterschrieb Wheeler einen Ein-Jahres-Vertrag bei den Oakland Raiders. Hier gelang ihm seine bisher beste Saison, 3,0 Sacks, 109 Tackles und 6 Verteidigte Pässe.

### Miami Dolphins
Am 12. März 2013 unterschrieb Wheeler einen Fünf-Jahres-Vertrag bei den Miami Dolphins. Er wurde jedoch nach zwei Saisons am 10. März 2015 wieder entlassen.

### San Francisco 49ers
Am 30. April 2015 unterschrieb er einen Vertrag bei den San Francisco 49ers, er wurde jedoch am 3. September 2015, kurz vor Saisonbeginn, wieder entlassen.

### Atlanta Falcons
Am 20. Oktober 2015 unterschrieb er einen Vertrag bei den Atlanta Falcons. Er erreichte mit den Falcons den Super Bowl LI, welcher aber mit 28:34 gegen die New England Patriots verloren wurde.

### Arizona Cardinals
Am 27. Juli 2017 unterschrieb Wheeler einen Vertrag bei den Arizona Cardinals. Nach zwei Entlassungen und Wiedereinstellungen wurde er am 25. September endgültig von den Cardinals entlassen.